# Hermandad de la Caída (Elche)
La Hermandad de la Caída de Elche, es una hermandad de culto católico fundada en 1864. Su denominación completa y oficial es Ilustre Hermandad y Cofradía de Nuestro Padre Jesús de la Caída y María Santísima del Rosario en sus Misterios Dolorosos. Realiza su salida procesional el Martes Santo desde la Parroquia de San José.

## Historia
Aunque hay noticias que apuntan a que en 1769 ya procesionaba por las calles de Elche un Cristo caído, no fue hasta 1864 cuando Pascual Fuentes y Blas Valero Castell fundaron la Hermandad. Los gastos de este nacimiento fueron sufragados por artesanos y pobres, lo que hizo que ésta estuviera vinculada, mayoritariamente, al gremio del calzado y los tejedores.
Desde un principio, la Hermandad se convirtió en una de las más seguidas e importantes de Elche, como atestigua la prensa ilicitana de principios del siglo XX con afirmaciones como "El martes se verificó el traslado del paso de La Caída de la iglesia de san José a Santa María, tomando parte en esta procesión gran número de “capuruchos” que fue presenciado por una gran concurrencia en todas las calles de tránsito” publicadas en la prensa local en 1926.
Durante la Guerra Civil Española las imágenes, el paso y los enseres de la Hermandad fueron destruidos y quemados en el huerto colindante a la Iglesia de San José. En torno a 1940, la Hermandad se reorganizó bajo la presidencia de Francisco Samper Marco. En la década de los 50, bajo el mandato de Narciso Caballero Pardo, se recuperó la tradición de iluminar el paso y todos los blandones de los nazarenos que acompañaban al Cristo. La Hermandad participa en el encuentro con la Cofradía de Santa Mujer Verónica en la Plaza de Baix.
En febrero de 2003, se incorpora como cotitular de la Hermandad la advocación de María Santísima del Rosario en sus Misterios Dolorosos, siendo esta una advocación muy arraigada en el antiguo convento franciscano de San José, sede canónica de la Hermandad desde su fundación.

## Pasos e imágenes de la hermandad

### Imagen de Nuestro Padre Jesús de la Caída
Obra del imaginero Pilareño José Sánchez Lozano en 1952 y representa a Cristo en una de sus caídas con la cruz camino del calvario. La imagen presenta la boca entreabierta son sus dientes de marfil, los ojos entornados, la cabeza ligeramente inclinada sin apenas fuerza para sostenerse, arrodillado en el suelo sosteniendo el peso de la cruz sobre su hombro izquierdo.
Fue restaurada en el año 2003 y en 2024 por Gema Mira Gutiérrez.

### Paso de Misterio de Nuestro Padre Jesús de la Caída
Representa el momento en el que Jesús cae por tercera vez. Junto a la imagen de Cristo, aparece Simón de Cirene ayudando a portar la cruz, un soldado romano y un sayón judío que sostiene la cuerda con la que va atado el cuello de Jesús.
El paso fue realizado por Manuel Guzmán Bejarano en madera de cedro, dorado en oro fino de 24 quilates y policromado al huevo por Serafín Jiménez Pérez. Es de estilo churrigueresco, barroco sevillano. La canastilla se encuentra rematada por unas hornacinas y la iluminación la forma 6 candelabros de doble vuelta con guardabrisas, llamados también de "cuerno de carnero". Cuatro en las esquinas y dos en los centros laterales. En las esquinas se sitúan los cuatro evangelistas y el apostolado en los respiraderos. En las hornacinas del frontal se sitúan los patrones de Elche: la Virgen de la Asunción y San Agatángelo.
El llamador, realizado en plata de ley por Orfebrería Triana (2007) bajo el diseño de un miembro de la hermandad, representa el puente de Santa Teresa (Elche) sobre el arca cerrada de la Virgen de la Asunción.
El domingo 17 de febrero de 2002, se procedió a su bendición por parte del Obispo Victorio Oliver Domingo.

### Imagen de María Santísima del Rosario en sus Misterios Dolorosos
Obra de Luis Álvarez Duarte en 2012, realizada en madera de cedro real y caoba y policromada al óleo. Se trata de una dolorosa de vestir de tamaño natural con expresión suave y muy moldeada. La imagen expresa paz y serenidad en su rostro juvenil, pero sin caer en el aniñamiento ni en una idealización excesiva, primando por encima de todo el sentido espiritual de su pesadumbre.
Sus ojos marrones son de cristal del siglo XIX suavemente inyectados en sangre para reflejar, junto con el ligero enrojecimiento de los párpados, el llanto contenido. Su boca, totalmente tallada, muestra ligeramente sus dientes superiores e inferiores y el paladar. Las pestañas son de pelo natural y las lágrimas, de cristal de roca engarzadas en el rostro.
La Imagen fue bendecida el 6 de octubre de 2012. Ese mismo día, se nombró como Madrina de Honor de María Santísima del Rosario a la Virgen de la Asunción, Patrona de Elche.

### Paso de Palio de María Santísima del Rosario en sus Misterios Dolorosos
En fase de ejecución, bajo proyecto de Javier Sánchez de los Reyes. Actualmente consta de 12 varales de metal plateado diseñados y ejecutados por Orfebrería Triana (2006) y juego de 12 jarras ejecutadas por Orfebrería Andaluza (2017).

## Cultos
A lo largo del año, la Hermandad celebra los siguientes cultos:
- Misa de hermandad.
- Devoto Besamano de Nuestro Padre Jesús de la Caída
- Devoto Besamano de María Santísima del Rosario en sus Misterios Dolorosos.
- Misa de difuntos, por los hermanos fallecidos.
- Festividad litúrgica de Nuestra Señora del Rosario.

## 150 Aniversario Fundacional
En 2014, la Hermandad celebró el su 150 Aniversario Fundacional.
Los actos comenzaron en diciembre de 2013, con la presentación del cartel conmemorativo y la Exaltación a cargo de Pablo Ruz, coordinador de cultura del Ayuntamiento de Elche.
Tras un año repleto de actividades, campañas de caridad y charlas de formación, los actos centrales del aniversario se celebraron a finales del mes de septiembre.
El 27 de septiembre se realizaba la bendición del retablo cerámico conmemorativo del 150 Aniversario, obra de Isabel Parente, ubicado el la fachada de la antigua capilla de la Orden Tercera Franciscana, colindante a la Parroquia de San José. Posteriormente, la Imagen de Nuestro Padre Jesús de la Caída fue trasladada a la Basílica de Santa María donde se celebraría un Solemne Quinario en su honor.
Finalizarían los actos centrales del aniversario con la vuelta de la Imagen a su Sede Canónica en una Salida Procesional Extraordinaria, realizada el 4 de octubre de 2014.